# Oratório de Santo André dos Oleiros
Sant'Andrea dei Vascellari ou Oratório de Santo André dos Oleiros é um oratório de Roma, Itália, localizado no rione Trastevere, na via dei Vascellari, desconsagrado em 1942. É dedicado a Santo André
O edifício foi por muito tempo ocupado por uma marcenaria e, desde abril de 2015, é uma galeria de arte.

## História
Este oratório foi consagrado durante o pontificado do papa Pascoal I em 821. Documentos medievais atestam sua existência utilizando diversas denominações: "de scafis", "delli scaphi", "delli Schachi", "delle scaphe", "delli scacchi", "de Scaffis". Todas são referências às embarcações de pequenas dimensões que transitavam no Tibre nas proximidades do edifício.
Segundo Mariano Armellini, em 1574 esta paróquia tinha "uma renda anual de 34 scudi e 12 jarras de vinho". Depois desta data, foi entregue à Universidade dos Salumieri. Restaurada em 1666, foi entregue à Confraria dos Oleiros (chamados de vascellari), que deram ao oratório seu novo nome. Depois, em 1942, quando a confraria deixou de existir, o oratório foi desconsagrado e vendido para uso civil. A paróquia e os demais edifícios foram entregues à basílica vizinha de Santa Cecilia in Trastevere.
Uma característica deste oratório era a "procissão dos canequeiros" (em italiano:  processione dei bucaletti), uma referência aos boccali, canecas de barro construídas pelos vascellari (oleiros), promotores da procissão. O evento não raro terminava com episódios de embriaguez, brigas e homicídios, motivo pelo qual o papa Gregório XVI o proibiu ainda no século XIX.
Restam apenas o portal renascentista e duas colunas na fachada.

## Galeria

Imagens da igreja
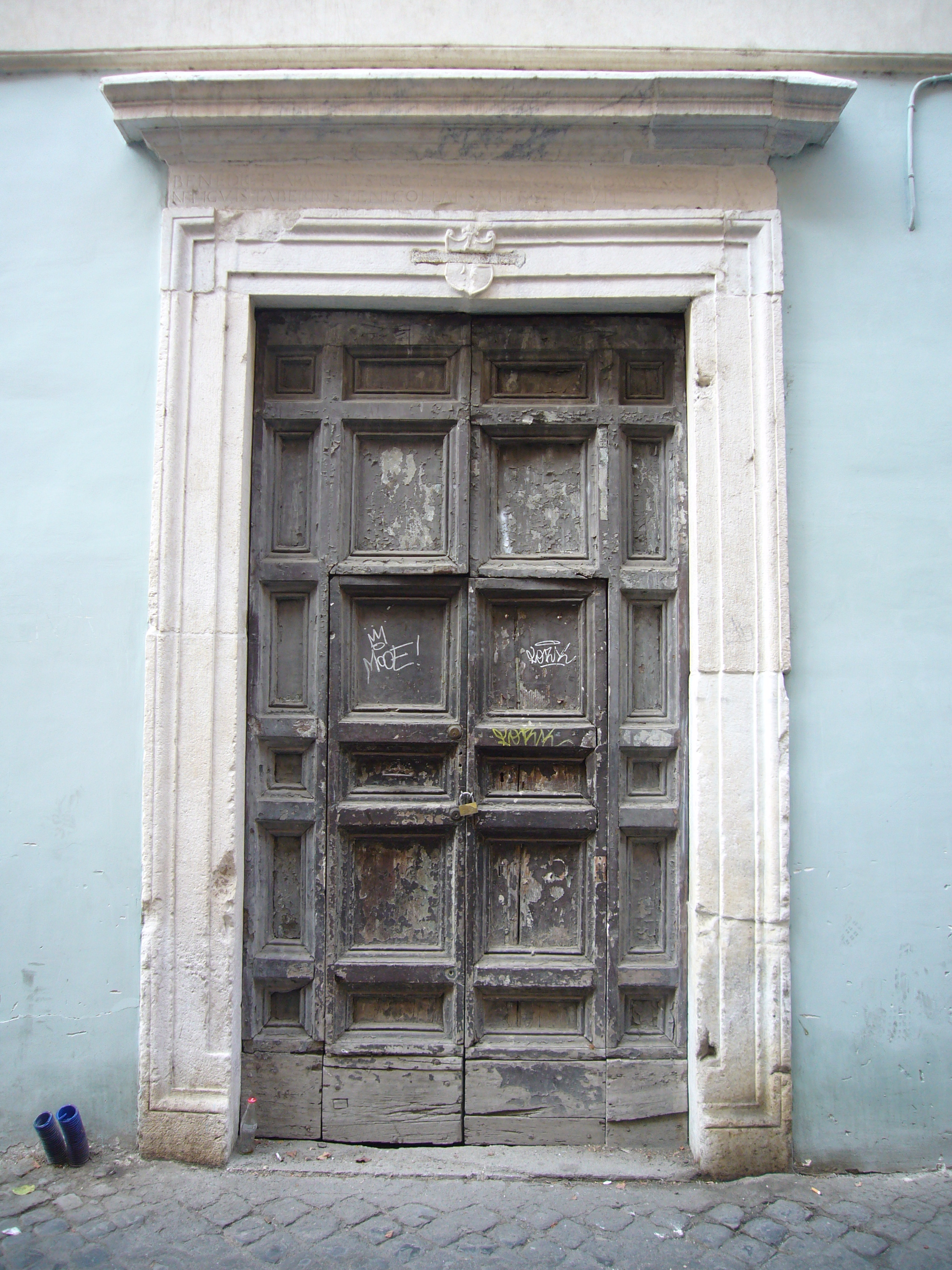
Portal renascentista.
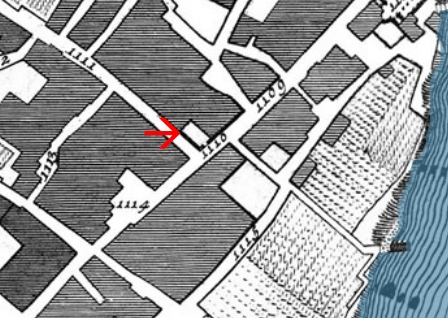
Indicação da posição no Mapa de Nolli (1748), no nº 1110